# Bruni Löbel

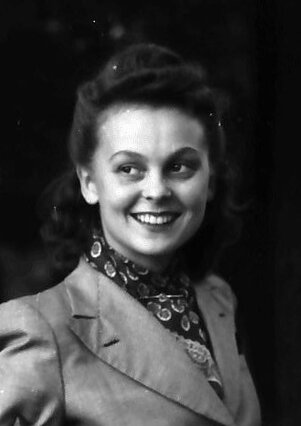
Bruni Löbel, 1941.

Bruni Löbel, född 20 december 1920 i Chemnitz, Tyska riket, död 27 september 2006 i Mühldorf am Inn, Tyskland, var en tysk skådespelare. Hon filmdebuterade 1939 och medverkade i många tyska filmer och TV-produktioner fram till sin död 2006.

## Filmografi, urval
- 1950 – En yankee i Berlin
- 1950 – Nacht ohne Sünde
- 1952 – Pappa behöver en fru
- 1955 – Die Stadt ist voller Geheimnisse
- 1955 – Vom Himmel gefallen
- 1958 – Der Pauker
- 1959 – Sommaren med Liselotte
- 1962 – Sången är mitt liv